# British Academy Games Awards
A British Academy Games Awards egy évente átadott elismerés videójátékok részére.
2003-ban a British Academy of Film and Television Arts (BAFTA) bejelentette, hogy a korábbi BAFTA Interactive Entertainment Awards elnevezésű díjat kettébontja a BAFTA Interactive Awards és a BAFTA Games Awardsra.

## 2003
- Multiplayer játék - Battlefield 1942
- Animáció/intro - Soulcalibur II
- Gyermekjáték - EyeToy: Play
- Zene - Harry Potter és a Titkok Kamrája (videójáték)
- Game Boy Advance játék - Advance Wars 2: Black Hole Rising
- Tervezés - Grand Theft Auto: Vice City
- Mobiljáték - Tony Hawk's Pro Skater
- Sport játék - FIFA Football 2004
- Verseny játék - Project Gotham Racing 2
- PC játék - Grand Theft Auto: Vice City
- Akciójáték - Grand Theft Auto: Vice City
- Sunday Times olvasói díj - Grand Theft Auto: Vice City
- PlayStation 2 játék - Grand Theft Auto: Vice City
- Gamecube játék - Metroid Prime
- Hang - Grand Theft Auto: Vice City
- Az év játéka (bármilyen platform) - Call of Duty
- Stratégiai játék - Advance Wars 2: Black Hole Rising
- Xbox játék - Star Wars: Knights of the Old Republic
- Technikai rendezés- EyeToy: Play
- Kalandjáték - The Legend of Zelda: The Wind Waker
- Különleges díj - Chris Deering

## 2004
- Különleges díj - Sam Houser & Leslie Benzies
- Art Direction - Half-Life 2
- PS2 - Burnout 3: Takedown
- Gamecube - Prince of Persia: Warrior Within
- Animáció - Half-Life 2
- Verseny - Burnout 3: Takedown
- Legjobb játék - Half-Life 2
- Legeredetibb - SingStar/Singstar Party
- Zene - Hitman: Contracts
- PC - Half-Life 2
- Online és multiplayer - Half-Life 2
- Mobiljáték - BlueTooth BiPlanes
- Handheld - Colin McRae Rally 2005
- Technikai rendezés - Burnout 3: Takedown
- Akció/Kaland - Half-Life 2
- Sport - Pro Evolution Soccer 4
- Xbox - Halo 2
- Hang - Call of Duty: Finest Hour
- Gyermekjáték - Donkey Konga

## 2006
- Technikai rendezés - Tom Clancy’s Ghost Recon Advanced Warfighter
- Sport - Fight Night Round 3
- Hang - Electroplankton
- Gyermekjáték - LocoRoco
- Forgatókönyv - Psychonauts
- Zene - Guitar Hero
- Stratégiai játék - Rise and Fall: Civilizations at War
- Szereplő - LocoRoco (LocoRoco)
- Betétdal - Tomb Raider: Legend
- Játék (PC World által szponzorált) - Tom Clancy’s Ghost Recon Advanced Warfighter
- Újítás - Dr. Kawashima's Brain Training: How Old Is Your Brain?
- Művészeti elismerés - Shadow of the Colossus
- Akció és kalandjáték (PC World által szponzorált) - Shadow of the Colossus
- Gameplay (Nokia N-Gage által szponzorált) - Lego Star Wars II: The Original Trilogy
- Multiplayer játék - Dungeons and Dragons Online: Stormreach
- Szimulációs játék- The Movies
- Alkalmi és társasági - Buzz!: The Big Quiz

## 2007
- Technikai rendezés - God of War II
- Legjobb játék - BioShock
- Sport - Wii Sports
- Betétdal - Ōkami
- Innováció - Wii Sports
- Művészeti elismerés - Ōkami
- Akció és kalandjáték (PC World által szponzorált) - Crackdown
- Gameplay (Nokia N-Gage által szponzorált) - Wii Sports
- Multiplayer játék - Wii Sports
- Alkalmi - Wii Sports
- Stratégiai és szimulációs - Wii Sports
- Történet és szereplő - God of War II
- Hang használat - Crackdown
- BAFTA One's To Watch Award - Ragnarawk
- The PC World játékosok díja (az egyetlen, közönség által szavazott díj)  - Football Manager 2007
- Akadémiai ösztöndíj- Will Wright

## 2009
- Technikai rendezés - Spore
- Legjobb játék - Super Mario Galaxy
- Handheld - Professor Layton and the Curious Village
- Sport - Race Driver: GRID
- Stratégiai - Civilization Revolution
- Betétdal - Dead Space
- Művészeti elismerés - LittleBigPlanet
- Multiplayer játék - Left 4 Dead
- Alkalmi - Boom Blox
- Történet és szereplő - Call of Duty 4: Modern Warfare
- Hang használat - Dead Space
- BAFTA One's to Watch Award - Boro-Toro
- GAME Award 2008 - Call of Duty 4: Modern Warfare
- Akció és kalandjáték - Fable II
- Gameplay - Call of Duty 4: Modern Warfare
- Akadémiai ösztöndíj - Nolan Bushnell

## 2010
- Legjobb játék - Batman: Arkham Asylum
- Handheld - LittleBigPlanet
- Sport - FIFA 10
- Stratégiai - Empire: Total War
- Betétdal - Uncharted 2: Among Thieves
- Művészeti elismerés - Flower
- Multiplayer játék - Left 4 Dead 2
- Hang használat - Uncharted 2: Among Thieves
- BAFTA One's to Watch Award - Shrunk!
- Gameplay - Batman: Arkham Asylum
- Akció - Uncharted 2: Among Thieves
- Családi és társasági - Wii Sports Resort
- Történet- Uncharted 2: Among Thieves
- Online használat - FIFA 10
- GAME Award 2009 - Call of Duty: Modern Warfare 2
- Akadémiai ösztöndíj - Mijamoto Sigeru

## 2011
- Legjobb játék - Mass Effect 2
- Handheld - Cut the Rope
- Sport - F1 2010
- Stratégiai - Civilization V
- Zene - Heavy Rain
- Művészeti elismerés - God of War III
- Multiplayer játék - Need for Speed: Hot Pursuit
- Hang használat - Battlefield: Bad Company 2
- BAFTA One's to Watch Award - Twang!
- Gameplay - Super Mario Galaxy 2
- Akció - Assassin’s Creed: Brotherhood
- Családi - Kinect Sports
- Történet - Heavy Rain
- Közösségi hálózati játék - My Empire
- Technikai újítás - Heavy Rain
- GAME Award 2010 - Call of Duty: Black Ops
- Akadémiai ösztöndíj - Peter Molyneux